# Endymion (conjunto musical)
Endymion es el nombre de un ensamble de música de cámara del Reino Unido, fundado en 1979 y dedicado a tocar música clásica contemporánea.

## Datos históricos
Uno de los miembros fundadores fue John Whitfield quien a menudo condujo al grupo. Entre los instrumentistas reconocidos han figurado, entre otros, el pianista Michael Dussek, los oboístas Melinda Maxwell y Quentin Poole, el clarinetista Mark van de Wiel, el cornista Stephen Stirling y  la contrabajista Chi-chi Nwanoku.
Whitfield condujo al ensemble en las grabaciones Dumbarton Robles (1988),  Obras de Igor Stravinsky (1989), Lichtbogen por Kaija Saariaho y otras de compositores finlandeses, en el mismo año, y en 1995, en Fedra/Las Iluminaciones, música de Benjamin Britten.
En una serie realizada en el Southbank Center, en Londres, el conjunto ha tocado obras de compositores contemporáneos como Michael Berkeley, Harrison Birtwistle, Gavin Bryars, Peter Maxwell Davies, Oliver Knussen, Mark-Anthony Turnage, Judith Weir y John Woolrich. También han tocado la serenata de Mozart para vientos, K. 375, la Pastoral de Stravinsky, en la versión para soprano y cuarteto de viento, y sus Figuras en el Jardín, del compositor Jonathan Dove, entre otros.
En 2004, el grupo grabó obras para viento de Graham Waterhouse, incluyendo Mouvements d'Harmonie. En 2011, participaron en la denominada Conferencia musical del Centenario de Mahler.
El ensemble participa con frecuencia con los Cantantes de la BBC, conducidos por David Cerro. En 2013, grabaron también, de Steve Reich: La Música del Desierto en Londres. También han actuado en el Royal Albert Hall. 